# Philco Italia
Philco Italia S.p.A., nota semplicemente come Philco, è stata un'azienda italiana produttrice di elettrodomestici con sede e stabilimento a Brembate di Sopra, in provincia di Bergamo. Fondata come filiale italiana della statunitense Philco Corporation nel 1958, si sviluppò come azienda autonoma nei decenni successivi passando sotto altre proprietà. Cessò di esistere nel 2003.

## Storia
La società Apparecchi Domestici, fu costituita a Milano nel 1958, con capitale sociale di 1 milione di lire, di cui il 75% versato dai soci italiani ingegner Carlo Pesenti, dottor Franco Palma e dottor Renzo Di Piramo, e dal socio brasiliano dottor Luiz Campello, ed il rimanente 25% dalla statunitense Philco Corporation di Filadelfia, attraverso la propria filiale svizzera con sede a Friburgo. Nello stesso anno, gli venne modificata la ragione sociale in Philco Italiana S.p.A., con capitale sociale aumentato a 625 milioni di lire. Le sue attività produttive, consistenti nella produzione di elettrodomestici su licenza dell'azienda statunitense, si svolgevano in due stabilimenti a Rho, in provincia di Milano, ed a Robbio, in provincia di Pavia. Il suo sviluppo fu immediato, e la Philco Italiana nei primi tre anni di attività, crebbe sia in termini di fatturato che di addetti, questi ultimi passati dai 200 iniziali, ai 471 del 1961, fino ai circa 700 del 1964.
Nel 1965, Philco-Ford Corporation rilevò per intero la sua licenzataria italiana, che da allora divenne sua filiale con la ragione sociale Philco-Ford Italiana S.p.A.. Nello stesso periodo, veniva inaugurato il nuovo stabilimento di Ponte San Pietro, in provincia di Bergamo, dove fu trasferita la produzione fino a prima presente in quello di Robbio Lomellina. Oltre agli elettrodomestici, nello stabilimento di Ponte San Pietro fu avviata la produzione dei televisori. Nella medesima fabbrica, venne prodotta la lavatrice automatica Philco-Bendix, ed entrò in funzione un nuovo impianto di verniciatura ad immersione basato sul principio dell'elettroforesi, procedimento ad immersione che presentava numerosi vantaggi come uniformità dello spessore, copertura perfetta, assenza di colature, protezione dalla corrosione ed eliminazione dei solventi nocivi. Nella produzione dei frigoriferi esordì con un nuovo sistema di isolamento termico chiamato "Thinsulation", che consisteva nell'iniettare la schiuma di poliuretano prima di chiudere le due parti esterna e interna, in modo che non si creino spazi di vuoto, garantendo un più efficace isolamento termico.
Philco consolidò la propria presenza in Italia investendo sulla pubblicità: celebri, tre serie di spot trasmessi dalla RAI nel programma Carosello, la prima, la serie animata del 1957 con protagonista il pinguino Chico, disegnato da Giuliano Cenci; la seconda, a brevi episodi del 1959, dal titolo L'audace colpo del solito ignoto con protagonisti gli attori Nino Manfredi e Franca Tamantini, per la regia di Nanni Loy; la terza, fu un altro cartone animato dal titolo Papalla creato da Armando Testa nel 1966. Nel 1967 uscì un manifesto pubblicitario, divenuto celebre, il cui slogan recitava «Mia moglie aspetta un Philco!».
Nel 1969, venne aperto un nuovo insediamento produttivo a Brembate di Sopra, in provincia di Bergamo, dove venne trasferita la sede legale della società. Tre anni più tardi, nel 1972, l'azienda si separò dalla casa-madre americana essendo stata ceduta alla tedesca Robert Bosch GmbH. Negli anni settanta l'azienda conobbe un periodo di crisi dovute alle difficoltà di mercato: Bosch era intenzionata a spostare la produzione all'estero, e successive mobilitazioni dei lavoratori, dei sindacati e delle istituzioni politiche, evitarono questo scenario. Furono però chiusi gli stabilimenti di Rho e Ponte San Pietro, e la produzione concentrata unicamente a Brembate, dove erano impiegati 1.600 lavoratori. Le tensioni con la proprietà tedesca erano molto alte, tali da sfociare in un attentato a colpi di mitra avvenuto nel marzo 1976 ai danni del direttore dello stabilimento Henrik Dietrich Henker, ferito dai militanti di Lotta Armata per il Comunismo. Nove mesi più tardi dopo l'attentato al suo dirigente, a dicembre, Bosch cedette Philco alla Ritaco Corporation, una holding iraniana facente capo agli uomini d'affari Mohammad Koochekzadeh e Pius Soleimanpour.
Nel 1982, Philco rilevò dalla multinazionale tedesca AEG-Telefunken, la sua controllata italiana in liquidazione IRT-FIRT, che produceva televisori con i marchi CGE, Telefunken e Imperial nel suo stabilimento di Baranzate, che impiegava 775 lavoratori. Un anno più tardi, nel 1983, Philco creò assieme a IRT-FIRT e REL la nuova azienda produttrice di elettronica di consumo, la Imperial, dove confluì la sua produzione di televisori. La situazione dell'azienda lombarda, peggiorò ulteriormente sul piano finanziario, poiché registrava perdite annuali di 9 miliardi di lire, e fu perciò costretta ad operare una riduzione del personale, ridotto a 1.400 unità nel 1985. La proprietà iraniana mise in vendita l'azienda, che cedette le sue quote alle società finanziarie Unifinanz S.r.l. e Finmes S.r.l., e di conseguenza nel marzo 1985, Philco e Imperial passavano sotto il controllo di una cordata italo-tedesca rappresentata da Maximilian Schindele, che dell'azienda era già il presidente.
Il passaggio sotto il controllo della cordata di Schindele, non sortì effetti significativi per l'azienda, poiché rimaneva comunque in grave crisi, e nel novembre 1986 le sue quote di maggioranza furono cedute alle società Cibiemme Plast di Aristide Cappelletti e COGEFIN di Felice Colombo. Colombo e Cappelletti divennero rispettivamente presidente e vicepresidente dell'azienda bergamasca, divenuta Philco Italia S.p.A., che nel febbraio 1987, vide l'ingresso di un quarto socio, la Merloni Elettrodomestici, che rilevò il 25% delle sue quote. Pochi mesi dopo, la cordata di Schindele uscì dall'azionariato di Philco, che dunque si ritrovò ad avere come soci Cogefin, Cibiemme e Merloni, possessori del 33% ciascuno. Nel 1991, la quota posseduta da Cappelletti fu ceduta equamente a Merloni e Colombo.
Philco, che aveva cessato la produzione dei frigoriferi per concentrarsi unicamente su quella delle lavatrici, negli anni novanta vide migliorare la propria situazione finanziaria e di mercato, tanto da arrivare a totalizzare un fatturato di 200 miliardi di lire nel 1995, anno in cui Merloni divenne azionista di maggioranza col 51,5%. Nel 2000, il Gruppo di Fabriano divenne unico proprietario di Philco Italia, e ne incorporava le attività di produzione.
Nel 2003, Merloni Elettrodomestici decide la fusione tra le società Philco Italia e STAR, e l'incorporazione ad essa. Nello stesso anno, i diritti del marchio Philco per l'Italia vengono acquistati dalla Antonio Merloni S.p.A., che in accordo con Electrolux, viene utilizzato per gli elettrodomestici prodotti dall'azienda marchigiana per nove anni.

## Informazioni e dati
Philco Italia S.p.A., è stata un'azienda con sede e stabilimento di produzione a Brembate di Sopra, in provincia di Bergamo, appartenente alla Merloni Elettrodomestici di Fabriano. La sua attività consisteva in particolare nella produzione delle lavatrici con il relativo marchio, la cui capacità registrava un ritmo annuale di 780.000 pezzi. Gran parte della produzione era destinata ai mercati esteri, in particolare Gran Bretagna, Russia, Francia, Germania, Belgio e Polonia.
Tra i maggiori produttori nazionali di elettrodomestici negli anni ottanta, dopo il passaggio al Gruppo Merloni divenne una realtà secondaria. Nel 1999, ultimo anno in cui le sue attività erano autonome rispetto a quelle della sua controllante, Philco Italia impiegava 517 dipendenti, e realizzava una fatturato di 86,5 milioni di euro a fronte di una perdita di esercizio di 2,7 milioni.

## Sponsorizzazioni
- Il marchio Philco è stato sponsor nelle stagioni 1988-89 e 1992-93, 1993-94 della squadra calcistica del Monza.
- Per molti anni il marchio Philco è stato associato alla squadra femminile di pallacanestro della Società Ginnastica Triestina.
- Dal 1960 al 1962, Philco Italia è stata proprietaria dell'omonima squadra professionistica di ciclismo Philco.